# 大米雷舒鄉
47°18′N 23°12′E / 47.3°N 23.2°E
大米雷舒鄉（羅馬尼亞語：Comuna Mireșu Mare, Maramureș），是羅馬尼亞的鄉份，位於該國西北部，由馬拉穆列什縣負責管轄，面積74平方公里，海拔高度180米，2007年人口5,110，人口密度每平方公里69人。